# Antepipona albosignata
Antepipona albosignata är en stekelart som beskrevs av Gusenleitner 1986. Antepipona albosignata ingår i släktet Antepipona och familjen Eumenidae. Inga underarter finns listade i Catalogue of Life.